# Antti Tyrväinen
Antti Eerkki Tyrväinen (ur. 5 listopada 1933 w Ylöjärvi, zm. 13 października 2013 w Tampere) – fiński biathlonista i strzelec, wicemistrz olimpijski i wielokrotny medalista mistrzostw świata w biathlonie.

## Kariera
Tyrväinen był zawodowym żołnierzem. W 1959 roku wystartował na mistrzostwach świata w Courmayeur, gdzie w biegu indywidualnym zajął 17. miejsce, a w drużynie był czwarty. Pierwszy sukces osiągnął podczas igrzysk olimpijskich w Squaw Valley w 1960 roku, podczas których biathlon zadebiutował w programie olimpijskim. W zawodach tych wywalczył srebrny medal, rozdzielając Szweda Klasa Lestandera i Aleksandra Priwałowa z ZSRR. Rok później, na mistrzostwach świata w Umeå, wspólnie z Kalevim Huuskonenem i Paavo Repo zdobył mistrzostwo świata w klasyfikacji drużynowej.
Kolejne dwa medale przywiózł z mistrzostw świata w Hämeenlinna w 1962 roku. Najpierw zajął drugie miejsce w biegu indywidualnym, plasując się za Władimirem Miełanjinem z ZSRR a przed jego rodakiem, Walentinem Pszenicynem. Następnie razem z Huuskonenem i Hannu Postim wywalczył srebrny medal w drużynie. Dwa srebrne medale zdobył również na mistrzostwach świata w Seefeld in Tirol rok później, gdzie w zawodach indywidualnych przegrał tylko z Miełanjinem.
W 1964 roku wziął udział w igrzyskach olimpijskich w Innsbrucku, zajmując 13. miejsce w biegu indywidualnym. Ostatni medal zdobył na mistrzostwach świata w Elverum w 1965 roku, gdzie zajął trzecie miejsce w tej samej konkurencji. Wyprzedzili go jedynie Norweg Olav Jordet i Nikołaj Puzanow z ZSRR. Brał też udział w mistrzostwach świata w Garmisch-Partenkirchen w 1966 roku, zajmując 17. miejsce w biegu indywidualnym oraz piąte w sztafecie.
Ponadto w 1963 roku wystąpił na strzeleckich mistrzostwach Europy, gdzie wywalczył brązowy medal w zawodach indywidualnych i srebrny w zawodach drużynowych.
Był wybierany najlepszym sportowcem Finlandii w latach 1961 i 1962.

## Osiągnięcia

### Igrzyska olimpijskie
| Rok  | Miejscowość  | Konkurencje | Konkurencje | Konkurencje | Konkurencje | Konkurencje | Konkurencje | Konkurencje |
| Rok  | Miejscowość  | IN          | SP          | PU          | MS          | RL          | MR          | SR          |
| ---- | ------------ | ----------- | ----------- | ----------- | ----------- | ----------- | ----------- | ----------- |
| 1960 | Squaw Valley | 2.          | nd.         | nd.         | nd.         | nd.         | nd.         | –           |
| 1964 | Innsbruck    | 13.         | nd.         | nd.         | nd.         | nd.         | nd.         | –           |

### Mistrzostwa świata
| Rok  | Miejscowość            | Konkurencje | Konkurencje | Konkurencje | Konkurencje | Konkurencje | Konkurencje | Konkurencje |
| Rok  | Miejscowość            | IN          | SP          | PU          | MS          | RL          | MR          | SR          |
| ---- | ---------------------- | ----------- | ----------- | ----------- | ----------- | ----------- | ----------- | ----------- |
| 1959 | Courmayeur             | 17.         | nd.         | nd.         | nd.         | 4.          | nd.         | –           |
| 1961 | Umeå                   | 5.          | nd.         | nd.         | nd.         | 1.          | nd.         | –           |
| 1962 | Hämeenlinna            | 2.          | nd.         | nd.         | nd.         | 2.          | nd.         | –           |
| 1963 | Seefeld                | 2.          | nd.         | nd.         | nd.         | 2.          | nd.         | –           |
| 1965 | Elverum                | 3.          | nd.         | nd.         | nd.         | 5.          | nd.         | –           |
| 1966 | Garmisch-Partenkirchen | 17.         | nd.         | nd.         | nd.         | 5.          | nd.         | –           |